# Atelognathus reverberii
Az Atelognathus reverberii a kétéltűek (Amphibia) osztályába, a békák (Anura) rendjébe és a Batrachylidae családjába tartozó faj.

## Előfordulása
A faj Argentína endemikus faja. Argentína Río Negro tartományában, a Somuncura-fennsíkon honos 1000–1200 méteres magasságban. Természetes élőhelye szubtropikus vagy tropikus száraz bozótosok, mérsékelt övi rétek, édesvízi mocsarak. A fajt élőhelyének elvesztése fenyegeti.